# Antinoüs Braschi (Louvre)

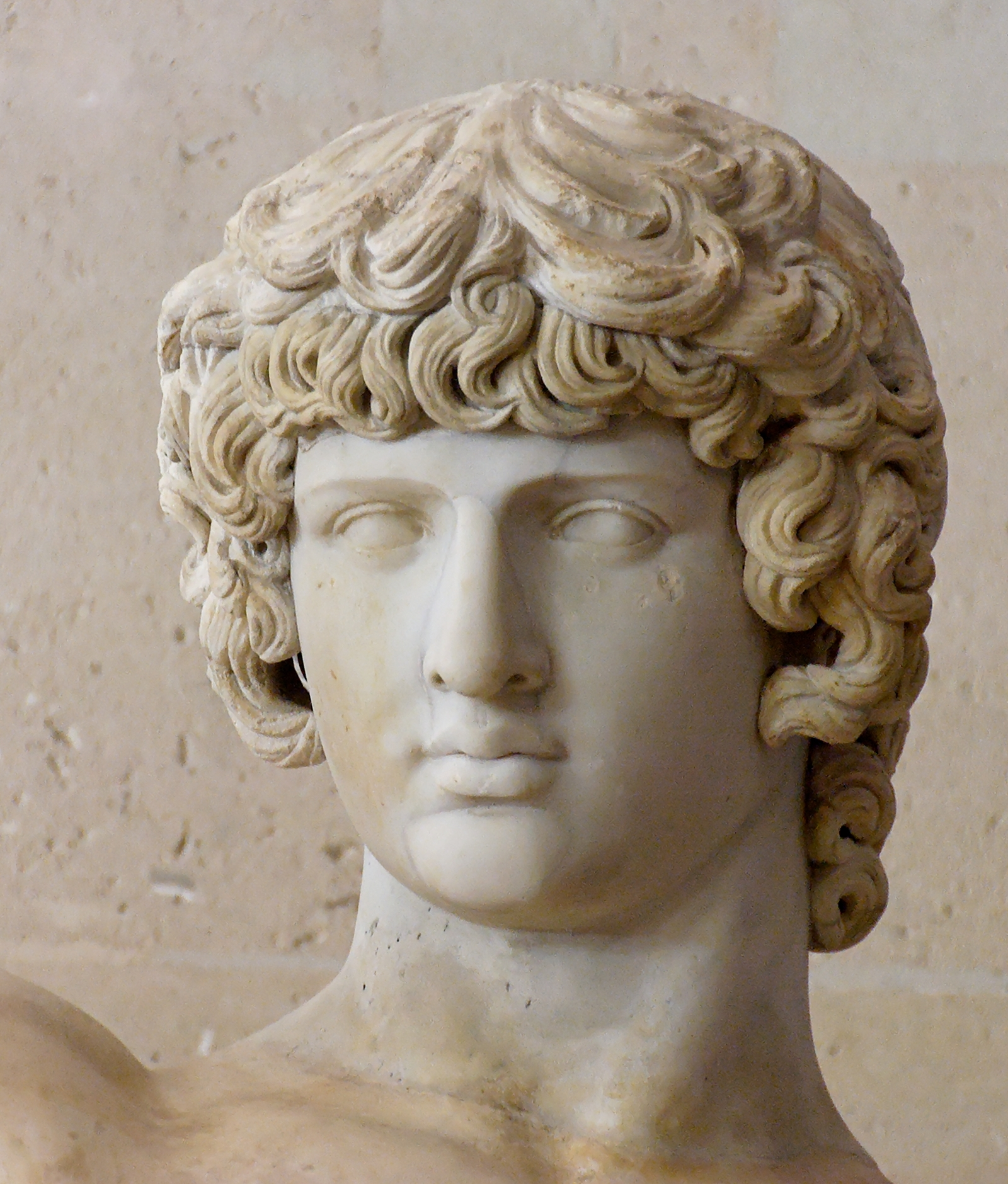
Détail de la tête d'Antinoüs Braschi du Louvre

Pour les articles homonymes, voir Braschi.
L'Antinoüs Braschi du Musée du Louvre est une statue en marbre du IIe siècle après J.C. 
La statue exposée au Louvre est un montage moderne d'une tête antique d'Antinoüs, mais avec d'importants signes de restauration, sur un corps d'Hercule. Il était à l'origine connu sous le nom de « Antinoüs Albani », mais est en fait dérivé de la collection Braschi.